# Politisk system
Et politisk system består af politiske institutioner. Systemet inddeles i undergrupper. I Danmark er det politiske system inddelt i stat, region og kommune. Dimensionerne i det politiske system opdeles ofte med udgangspunkt i de engelske begreber policy, polity og politics. I moderne demokratier er den parlamentariske styringskæde principielt udtryk for systemets indbyrdes rationaler.

## Kendetegn
Overordnet kan begrebet politisk system forstås som et udtryk for en idealtype, hvis grundlæggende struktur udgør et funktionelt netværk, som skal bemandes. Generelt handler analyser af politiske systemer om at kortlægge, hvorledes det politiske indhold former sig, hvis de politiske handlinger alene afspejler rationel sagsbehandling. Begrebet politisk system er imidlertid komplekst, og der er blandt forskere i politiske systemer ikke en entydig afgrænsning af dets omfang. I litteraturen om politik findes forskellige modeller, som søger at indfange de væsentligste træk ved politiske systemer.
Blandt de mest anvendte er Eastons model, som illustrerer det politiske systems samvirke med omgivelserne. Der er tale om idealtype for et åbent system, hvor det politiske systems vedtagelser er afhængige af befolkningens opfattelse af den førte politik. Den førte politik ændres løbende, alt efter befolkningens respons. Modellen er altså åben og dynamisk.
De personer, som bemander det politiske system betegnes i politologien som aktører. Samspillet mellem system og aktør spiller en væsentlig rolle i politologiske analyser.

## Historisk oprindelse
I antikken var det politiske system knyttet til militæret; f.eks. var strategerne i det antikke Grækenland både politiske og militære ledere. 
Frem til den franske revolution, blev konger og fyrster i mange lande - både i Europa og Asien - opfattet som ”guddommelige herskere”. Monarkiet er et af de længst varende politiske systemer. Denne styreform kan føres tilbage til ca. 2100 år f. kr. Demokrati blev i antikken anset for en blandt flere ligeværdige styreformer. Først med den franske revolution og USAs forfatning af 1789 blev opfattelsen af demokratiet som den legitime styreform udbredt.

## Eksterne links
- Samfundsfaget.com